# 誘惑合唱團
誘惑合唱團（英語：The Temptations）是美國合唱組合，他們自1960年代至1970年代在摩城唱片旗下發行了許多成功的歌曲。他們從1968年10月的十大熱門單曲〈Cloud Nine〉開始與製作人諾曼·懷特菲爾德合作，開創了迷幻靈魂風格，並在節奏藍調和靈魂樂的演變中發揮了重要作用。組合成員以其舞蹈編排、獨特的和聲和服裝風格而聞名。有著數千萬張專輯的銷售紀錄，誘惑合唱團可說是流行音樂中最為成功的組合之一。
誘惑合唱團是由五名男歌手兼舞者組成（除了部分時期內成員更少或更多），於1960年在密西根州底特律成立，一開始名為The Elgins。組合的創始成員來自於底特律兩個互為競爭對手的合唱組合：Otis Williams & the Distants的奧提斯·威廉斯、「艾爾」艾爾布里奇·布萊恩特、梅爾文·富蘭克林以及the Primes的艾迪·肯德里克斯、保羅·威廉斯。1964年，布萊恩特被大衛·魯芬取代，魯芬也成為組合許多熱門歌曲包括〈My Girl〉（1964年）、〈Ain't Too Proud to Beg〉（1966年）、〈I Wish It Would Rain〉（1967年）等的主唱。魯芬於1968年由丹尼斯·愛德華取代，而組合繼續創下諸如〈Cloud Nine〉（1969年）、〈Ball of Confusion (That's What the World Is Today)〉（1970年）等熱門唱片。自從肯德里克斯和保羅·威廉斯於1971年離開組合後，其陣容經常發生變化。組合的後來成員包括理查德·史崔特、戴蒙·哈里斯、羅恩·泰森和阿里-奧利·伍德森以1984年的歌曲〈Treat Her Like a Lady〉獲得了組合最後的商業成功。
誘惑合唱團在他們的職業生涯中分別在告示牌單曲榜和熱門節奏藍調歌曲榜上擁有4首和14首冠軍單曲。他們的音樂獲得了三項格萊美獎。誘惑合唱團是摩城唱片旗下第一個贏得格萊美獎的組合—在1969年以〈Cloud Nine〉拿下最佳節奏藍調組合，並於2013年獲得格萊美終身成就獎。組合的六名成員（愛德華、富蘭克林、肯德里克斯、魯芬、奧提斯·威廉斯和保羅·威廉斯）於1989年入選搖滾名人堂，而組合的3首經典歌曲〈My Girl〉、〈Just My Imagination (Running Away with Me)〉和〈Papa Was a Rollin' Stone〉被囊括入搖滾名人堂的塑造了搖滾的500首歌曲裡。誘惑合唱團在《滾石雜誌》的世上百大藝人榜上排行68名。
截至2017年，誘惑合唱團繼續以創始人奧提斯·威廉斯為主的陣容表演（威廉斯擁有誘惑合唱團名稱的權利）。

## 成員
雖然誘惑合唱團的成員陣容變動頻繁，但其僱人以及成員角色擔任一直遵照著以下原則：
- 第一主唱（如大衛·魯芬以及丹尼斯·愛德華）
- 第二主唱（如保羅·威廉斯）
- 首席男高音主唱（如艾迪·肯德里克斯）
- 男低音主唱（如梅爾文·富蘭克林）
- 男中音/男高音背景和聲歌手，部分擔任主唱（自1961年奧提斯·威廉斯一直並繼續擔任此一角色）

在他們的現場表演中，以幾乎假聲合唱和擔任次要主唱的首席男高音在舞台上一直是組合的官方主要領導。此外，首席男高音也在錄音室錄音中有著首要地位；從1968年到1972年以及從1993年開始，第二主唱在錄音室中被提升到幾乎相同的狀態。
背景和聲/部分擔任主唱在1961年以前是的擔任另一位次要主唱。
組合在大多時間皆是以和聲五重奏呈現，但有五個時期例外：
- The Cavaliers的陣容（1955–1957，4名成員）
- The Primes的陣容（1958–1960，4名成員，後期則剩3名）
- 1971年的4月至5月 (4名成員，沒有首席男高音)
- 1982年的復出 (7名成員)
- 1995年後半，從雷·戴維士退出後 (4名成員，沒有男低音)

自1976年以來，誘惑合唱團之名的註冊商標是由奧提斯·威廉斯和梅爾文·富蘭克林共同擁有。